# Aeronáutica Industrial
Pour les articles homonymes, voir AISA.
 (janvier 2025).
Aeronáutica Industrial S.A. (AISA en abrégé) est une entreprise aéronautique espagnole disparue.

## Historique
Talleres Loring fut créée en 1923 à Carabanchel Alto (Madrid) par Jorge Loring. À l’origine l’entreprise doit produire du matériel aéronautique dans une enclave privée sur l’aérodrome madrilène de Cuatro-Vientos. Devenue Aeronáutica Industrial S.A.en 1935, elle remporte la même année le Concours National des avions écoles avec le GP-1, un biplace en tandem dessiné par les ingénieurs Glez Gil et Pazó Montes. Transférant ses activités à Alicante durant la Guerre Civile, elle produit des appareils d’entrainement pour l’aviation de la République.

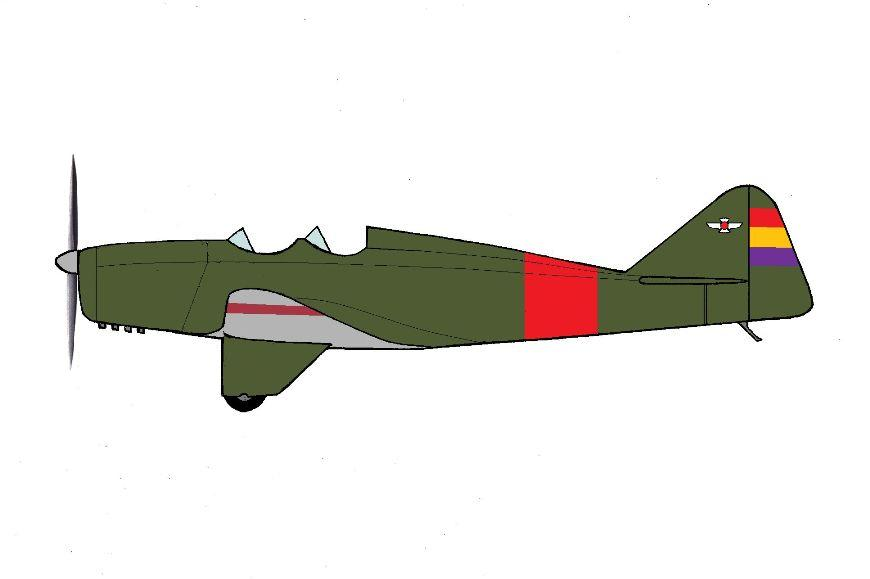
González Gil-Pazó GP-1 des Forces aériennes de la République espagnole.

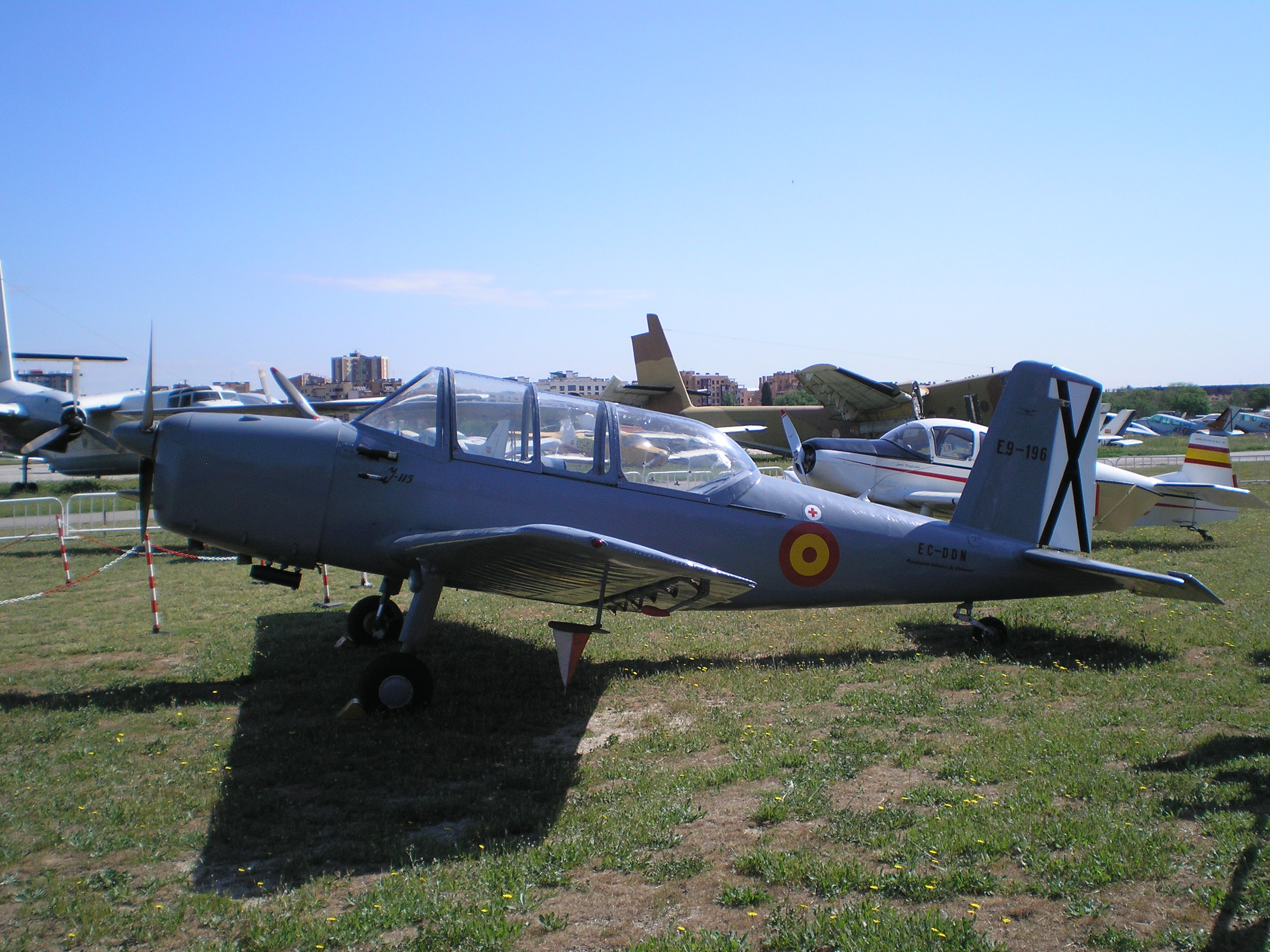
AISA I-115

Le conflit terminé AISA s’installa à nouveau à Carabanchel et construit des avions légers dessinés au bureau d'études de l'INTA dirigé par Huarte Mendicoa : H.M.1 et H.M.5 d’école en 1943, H.M.7 à cabine fermée en 1947, AISA H.M.9 pour le remorquage de planeurs. En 1953 Emile Dewoitine dessine pour AISA l’AVD-12, mais les militaires espagnols lui préfèrent le Dornier Do-25 et en 1954 fut acheté la société Iberavia, dont le biplace Iberavia I-11 fut modifié et produit en série. Une activité de maintenance hélicoptère fut également développée.

### Activité automobile
En 1957 fut créé un département automobile pour exploiter le moteur Hispano Villiers. En 1960 AISA présenta un camion léger, l’Avia 2500 à moteur Perkins, suivi en 1962 de l’Avia 3500 à moteur Ford et en 1964 du minibus Avia, qui fut construit sous licence au Portugal. L’activité automobile a été cédée durant les années 1970 à Motor Ibérica S.A. (devenu Nissan Motor Ibérica, S.A. en 1981).
En 1982 AISA tenta un retour sur le marché aéronautique en essayant de commercialiser un autogire, l’AISA GN. Ce fut un échec. 
AISA a été acheté en 1995 par CASA (Construcciones Aeronáuticas Sociedad Anónima)